# Milica Rožman
Milica Rožman Šlibar, slovenska telovadka, * 5. avgust 1932, Ljubljana
Milica Rožman je za Jugoslavijo nastopila na Poletnih olimpijskih igrah 1952 v Helsinkih, kjer je tekmovala v sedmih disciplinah, najboljši rezultat pa dosegla z osmim mestom ekipno na parterju.